# Municipio de Harrison (condado de Harrison, Iowa)
El municipio de Harrison (en inglés: Harrison Township) es un municipio ubicado en el condado de Harrison en el estado estadounidense de Iowa. En el año 2010 tenía una población de 1300 habitantes y una densidad poblacional de 13,99 personas por km².

## Geografía
El municipio de Harrison se encuentra ubicado en las coordenadas 41°49′4″N 95°37′1″O / 41.81778, -95.61694. Según la Oficina del Censo de los Estados Unidos, el municipio tiene una superficie total de 92.93 km², de la cual 92,66 km² corresponden a tierra firme y (0,29 %) 0,27 km² es agua.

## Demografía
Según el censo de 2010, había 1300 personas residiendo en el municipio de Harrison. La densidad de población era de 13,99 hab./km². De los 1300 habitantes, el municipio de Harrison estaba compuesto por el 98,31 % blancos, el 0,54 % eran amerindios, el 0,15 % eran asiáticos y el 1 % eran de una mezcla de razas. Del total de la población el 0,69 % eran hispanos o latinos de cualquier raza.